# Jean Baudrillard
Jean Baudrillard (27. července 1929 Remeš – 6. březen 2007 Paříž) byl francouzský filosof, sociolog a fotograf. Jeho přínos spočíval především v rozvinutí postmoderní filosofie a poststrukturalismu, jeho jméno je dnes nejčastěji spojováno s teorií simulaker.
Je pochován na pařížském hřbitově Montparnasse.

## Dílo
Mezi jeho nejznámější filozofické spisy patří kniha Simulacres et Simulation (publikované v roce 1985), v němž se autor zabývá interakcí mezi realitou, symboly a společností. Identifikuje 3 historické typy „imitací“ (simulacra):
1. v před-moderní době zobrazení přesně zpodobnilo zobrazovanou skutečnost,
2. v době průmyslové revoluce vznikal rozdíl mezi zobrazením a realitou, zejména kvůli masovému rozšíření kopií. Schopnost předmětu napodobit skutečnost pomalu zakrývala původní verzi,
3. v postmoderní době předchází „zpodobnění“ (simulacrum) původní skutečnost a rozdíl mezi reprezentací reality a realitou se stírá. Už je jen napodobení – „imitace“.

Stírání rozdílu mezi realitou a obrazem reality (simulacra), Baudrillard vysvětluje pomocí těchto fenoménů:
1. média (TV, film, tisk, internet) – komerční představy zamlžují hranice mezi věcmi potřebnými a nepotřebnými;
2. „směnitelnost“ reality – hodnota věcí je určena penězi, nikoliv jejich užitečností;
3. mnohonárodnostní kapitalismus – odcizuje předměty místům, kde byly vyrobeny, a „původním“ surovinám, které se využívají k jejich tvorbě;
4. urbanizace – lidé se odcizují přírodě;
5. jazyk a ideologie – jazyk je používán k zastírání reality, zejména názorově dominantními skupinami.

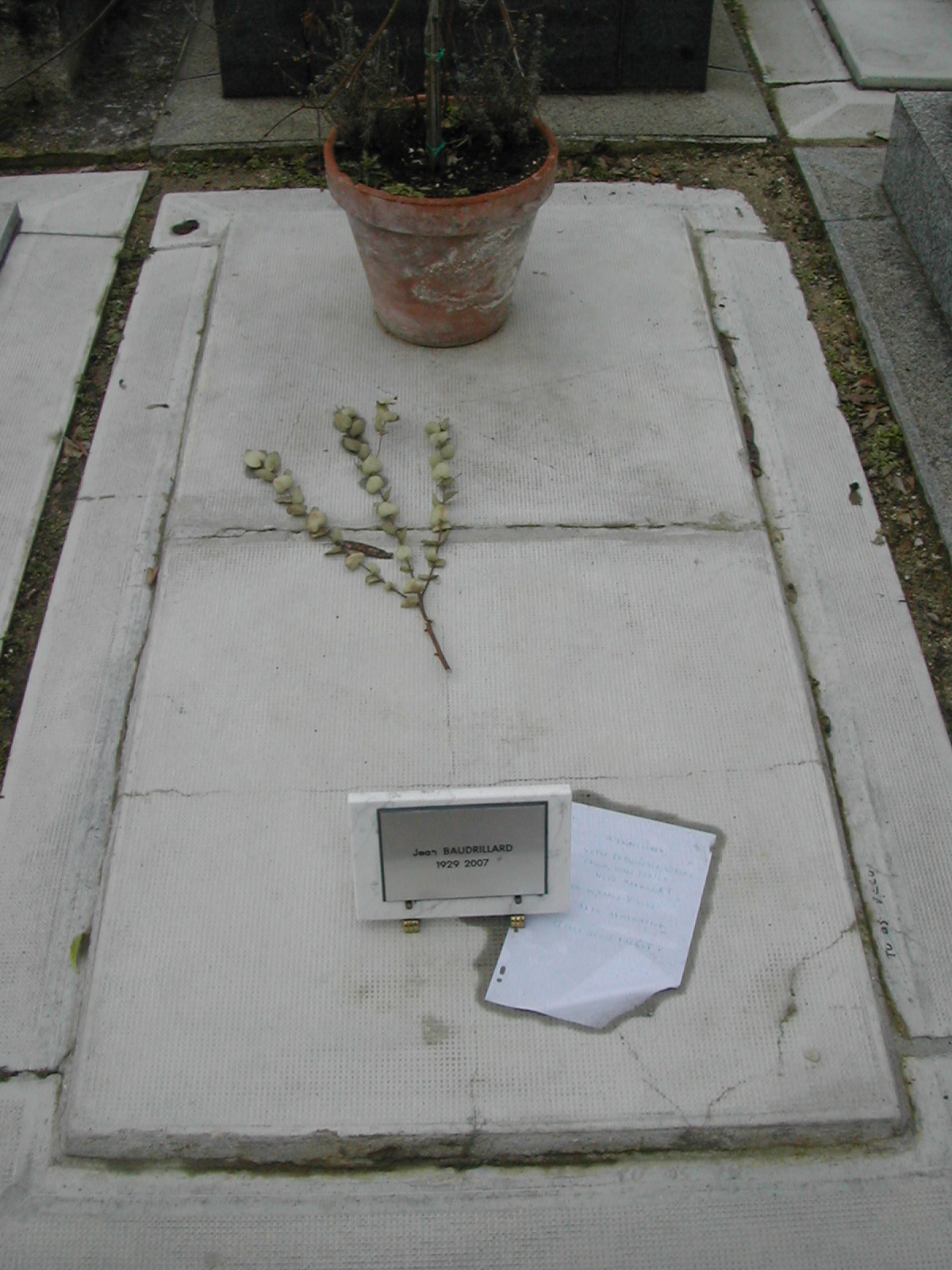
Jeho hrob na pařížském hřbitově Montparnasse.

Pomocí této argumentace autor charakterizuje současný věk jako „hyperrealitu“, kde je skutečná věc potlačena nebo znetvořena obrazem své existence a shrnuje své myšlenky do věty: „Skutečnost (už) neexistuje.“
Je důležité správně pochopit, co autor míní svou formulací „nadřazení obrazu nad skutečností“ (precedence simulacra) – skutečnost, že v naší společnosti obraz nějaké věci předchází realitu, tj. že obraz má prioritu před realitou, kterou zpodobňuje, vysvětluje Baudrillard příkladem s mapou dávno rozpadlého impéria, jehož zobrazení na mapě pro nás má prioritu před (dnešním) reálným geografickým územím, a dále např. situací v době první války v Perském zálivu, kdy představa války předcházela skutečné válce.

## Fotografie
Jean Baudrillard využívá fotografii jako experimentální doplněk ke své filosofické práci.
V roce 2007 obdržel cenu Infinity Award od Mezinárodního centra fotografie v New Yorku za knihu Sommes-nous? (Jsme?).
V roce 1998 vyšla v nakladatelství Descartes kniha Když iluze nebojuje proti realitě se sérií barevných fotografií zdevastované městské krajiny.

## Texty
- Le systéme des objects, 1968
- La société de consommation, 1970
- Pour une critique de l'économie politique du signe, 1972
- L'échange symbolique et la mort, 1976
- Oublier Foucault, 1977
- De la séduction, 1979
- Simulacres et simulation, 1981
- Les stratégies fatales, 1983
- Laßt euch nicht verführen!, 1983
- La gauche divine, 1985
- Amérique, 1986
- L'autre par lui meme, 1987
- Das Jahr 2000 findet nicht statt, 1990